# Iguana-marinha
A iguana-marinha (Amblyrhynchus cristatus) é o único lagarto do mundo com hábitos marinhos e é uma das muitas extraordinárias espécies que se podem encontrar no arquipélago das Galápagos. Vive em zonas rochosas da beira-mar e alimenta-se de algas que apanha quer na zona de rebentação quer mergulhando junto à costa. Pode passar até uma hora debaixo de água.
Galápagos, forma um arquipélago na costa da América do Sul. Este arquipélago são ilhas vulcânicas, e nunca foram ligadas a uma massa de terra, por isso acredita-se que as iguanas atravessaram sobre a água, da América do Sul  para essa ilhas há cerca de 10 a 15 milhões de anos.

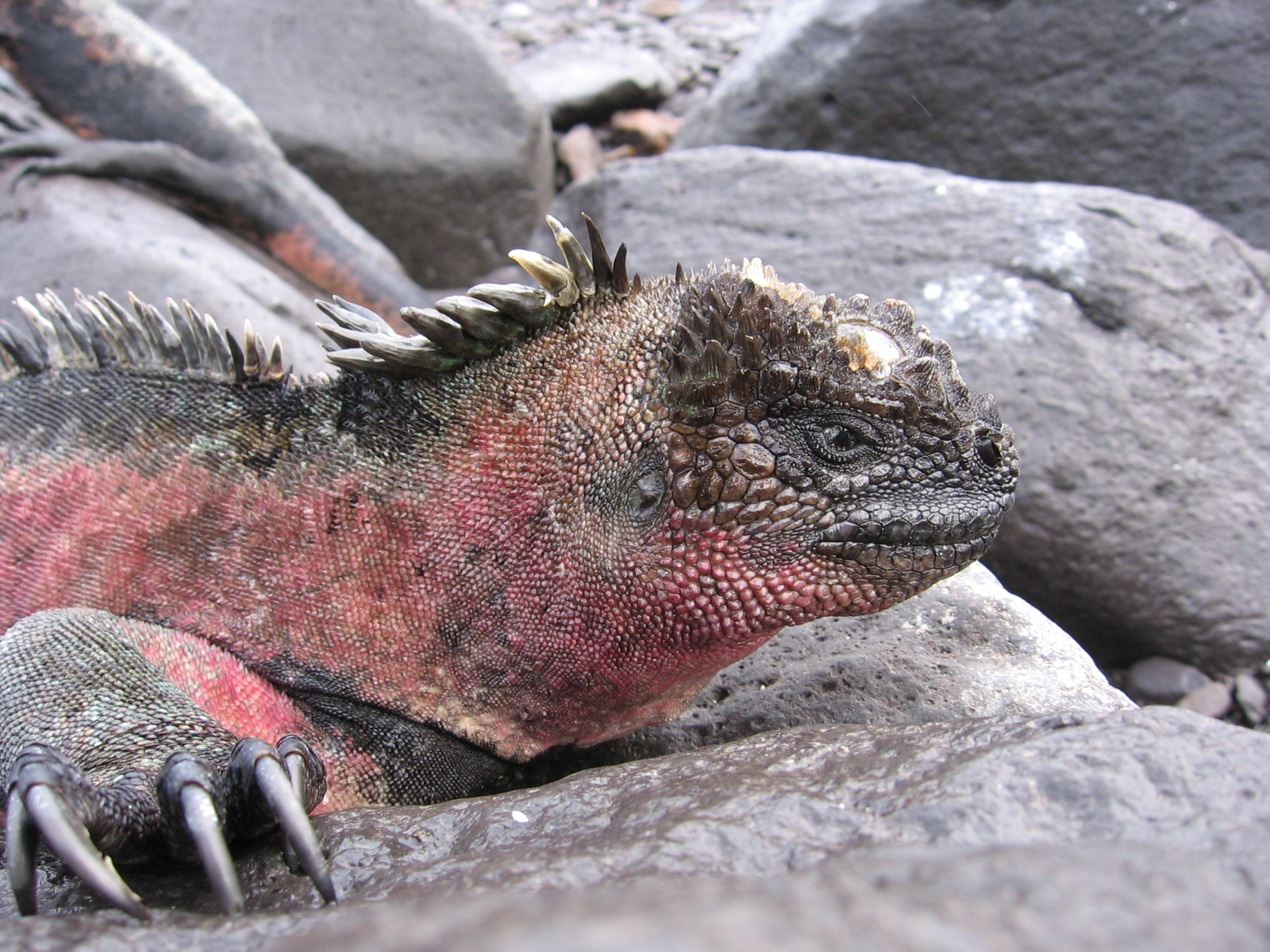
Uma iguana-marinha adulta.

Um fenômeno curioso são as chamadas iguanas híbridas, nascidas do cruzamento de uma iguana-marinha macho com uma iguana-terrestre fêmea. As iguanas híbridas podem viver tanto na terra quanto no mar. Esta espécie foi um dos animais estudados por Darwin durante sua estada em Galápagos.
Esta espécie geralmente vive em colônias onde os recifes são rasos e ocorrem com uma extensa zona entre marés e uma costa rochosa. Eles são encontrados em trechos a cerca de dois a cinco metros acima do nível do mar, mas também podem subir a alturas de 80 metros. Eles também precisam ter acesso a áreas arenosas onde enterrarão seus ovos. Embora as Ilhas Galápagos ficam perto da linha do equador, a água é extremamente fria, por razão das correntes oceânicas.

## Breve histórico
| “ | Apesar de ter percorrido o mundo durante quatro anos e nove meses a bordo do Beagle, Darwin passou apenas cinco semanas nas famosas Ilhas Galápagos. As suas descobertas são o fruto de anos a explorar a América do Sul onde as florestas se tornaram no templo da religião de Darwin. Ao deparar-se com um mundo que não conhecia, os sentidos de Darwin ficam extasiados e ele perplexo com aquilo que vai descobrindo - não podemos esquecer que era um naturalista do século XIX. Darwin começou-se a questionar por que motivo os fósseis que tinha encontrado pareciam versões gigantestas das preguiças e armadilhos que por ali havia. E por que os pinguins e outras aves usavam as asas como barbatanas ou velas e não para voar. Como era possível encontrar fósseis de conchas marinhas a mais de 15 quilómetros de distância do mar? Depois de abandonar as Ilhas Galápagos é que Darwin começou a avaliar tudo aquilo que tinha visto e a tirar as conclusões do seu trabalho mais importante - A Origem das Espécies. | ” |

O navio topográgrico em que Darwin viajou em presença do capitão Robert FitzRoy se chamava HMS Beagle. Todas as viagens feitas por Darwin passaram por muitos locais da América do Sul, as Ilhas Galápagos, Taiti e Austrália e as Ilhas Cocos.
Chegaram às Ilhas Galápagos em 15 de setembro de 1835. Na Ilha de San Cristóbal Darwin encontrou lava vulcânica negra rochosa queimando sob o sol quente, e crateras vulcânicas que o faziam lembrar das casas de fundições de ferro da industrial Staffordshire. Ele notou um tipo de arbusto fino espalhado pela ilha sendo composto de 10 espécies, e encontrou poucos insetos. A impressionante tartaruga gigante, para seu gosto pessoal, parecia antediluviana, embora ele tenha pensado naquela época que elas haviam sido trazidos para a ilha por piratas, como fonte de alimento.
Na colônia da Ilha de Santa Maria foi-lhe dito que as tartarugas apresentavam pequenas diferenças de ilha para ilha, mas aparentemente isso não foi óbvio nas ilhas que Darwin visitou tanto é que ele nem se preocupou em coletar suas cascas. As iguanas-marinhas eram tremendamente feias, e devido a um erro na colocação das etiquetas no museu ele achou que essas criaturas eram uma espécies unicamente sul-americana. Os pássaros, notavelmente não tinham medo da presença humana, e eram tipos diferentes, únicos, e que lembravam as espécies da América do Sul. Ele notou que os pássaros canoros eram diferentes de ilha em ilha e tomou cuidado etiquetando espécimes, mas não se preocupou em anotar onde outras espécies, como os tentilhões haviam sido encontradas. Felizmente, outros realizaram um processo mais metódico enquanto etiquetavam suas coleções. Eles saíram da ilha em 20 de outubro.

### Os estudos
Como estudo, Darwin levou usou as características encontradas nas ilhas que ele passou no seu Capítulo XII do livro A Origem das espécies. Em seus relatos ele traz uma discussão sobre biogeografia. Após uma breve discussão sobre as espécies de água doce, ela fala sobre as ilhas oceânicas e suas peculiaridades, como por exemplo em continentes  os papéis feitos pelos mamíferos eram em algumas ilhas feitos por outros animais, como pássaros sem a habilidade de voar, e outros répteis. Um trecho desses capítulos mostra o que Darwin pensava:
| “ | … Acho que todos os fatos da distribuição geográfica são explicáveis com base na teoria da migração (em geral, das formas mais dominantes da vida), juntamente com alterações posteriores e a multiplicação de novas formas. Podemos assim compreender a importância das barreiras, seja na terra ou na água, que separam as nossas diversas províncias zoológicas e botânicas. Podemos assim compreender a localização dos sub-gêneros, gêneros e famílias, e como é que, em diferentes latitudes, por exemplo, na América do Sul, os habitantes das planícies e montanhas, das florestas, pântanos e desertos, estão em uma maneira tão misteriosa ligados entre si por uma afinidade, e estão igualmente ligados ao extinto o qual, formalmente, pareciam ter habitado o mesmo continente … Em relação a estes mesmos princípios, podemos compreender, como eu procurei mostrar, por que ilhas oceânicas devem ter poucos habitantes, mas, destes, um grande número deve ser endêmica ou peculiar. | ” |

## Anatomia

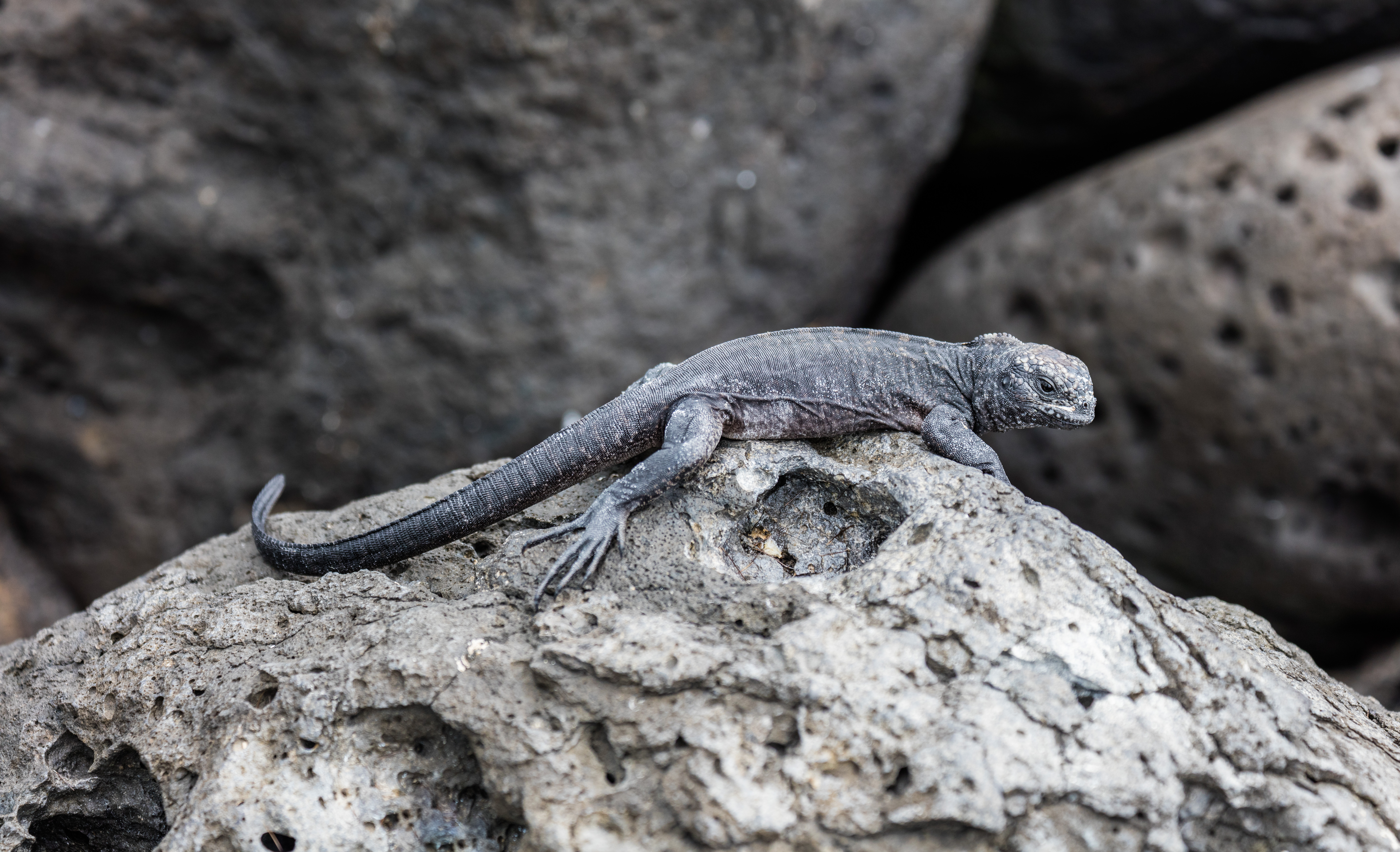
Iguana-marinha em Isla Lobos, Galápagos.

Em sua visita às ilhas, Charles Darwin estava revoltado com a aparência dos animais, e escreveu:
| “ | As pedras negras de lava na praia são frequentados por grandes (0,6-1,3 metros), lagartos desajeitados e repugnantes. Eles são negros como as rochas porosas em que rastejam e procuram a sua presa a partir do mar. Eu os chamo de "diabinhos da escuridão". Eles certamente vivem há muito tempo nessa terra. | ” |

O que Darwin afirmou de início não era verdade, pois os Amblyrhynchus cristatus nem sempre são pretos; os jovens têm uma tarja de cor mais clara dorsal, e alguns exemplares adultos são cinza. A razão para o tom sombrio é que a espécie deve absorver rapidamente o calor para minimizar o período de letargia depois de sair da água. Alimentam-se quase exclusivamente de algas marinhas, expulsando o excesso de sal das glândulas nasais, enquanto aproveitam o sol, e o revestimento de sal pode fazer os seus rostos aparecerem branco logo após a saída destes do mar. Nos machos adultos, coloração varia com a estação. Machos adultos férteis em algumas temporadas na parte do sul são as mais coloridos e vão adquirindo um tom avermelhado e azul-petróleo somado de cores verdes, enquanto que em Santa Cruz são de cor vermelha e preta, e em Fernandina são vermelhos sem brilho e um leve esverdeado.
Outra diferença entre as iguanas é o tamanho, que é diferente em cada ilha que a iguana habita. As iguanas que vivem nas ilhas de Fernandina e Isabela (nomeado para os governantes famosos da Espanha) são os maiores que os encontrados em qualquer lugar de Galápagos. No outro extremo, as menores iguanas são encontrados na ilha Genovesa.
Os machos adultos são de aproximadamente 1,3 m de comprimento, 0,6 m as fêmeas, os machos pesam até 1,5 kg.
Morfologicamente, estas iguanas têm como detalhes importantes no corpo o fato de serem escamadas e terem cristas nas costas. A cabeça deste animal tem as maiores cristas, que vão diminuindo à medida que se desce das costas até a cauda. Essas cristas são feitas de um material cartilaginoso, porém pouco flexível. Nenhum estudo foi feito para saber exatamente a função destas cristas, mas podem ter relação com o nado, ou pode ser também um equivoco, uma vez que iguanas como a iguana-azul também possui essas cristas, mas não são aquáticas.
A pele destes animais têm pigmentos escuros que ajudam a proteger contra os efeitos dos raios ultravioleta. Também é útil no aquecimento do corpo. O focinho da iguana é curto e sem corte e isso permite que a mandíbula fique em estreito contato com o substrato quando essas iguanas estão alimentando de algas. Os dentes tricúspides são  achatados lateralmente e ficam dispostos nas laterais da mandíbula sem sair dos lábios.

### Locomoção

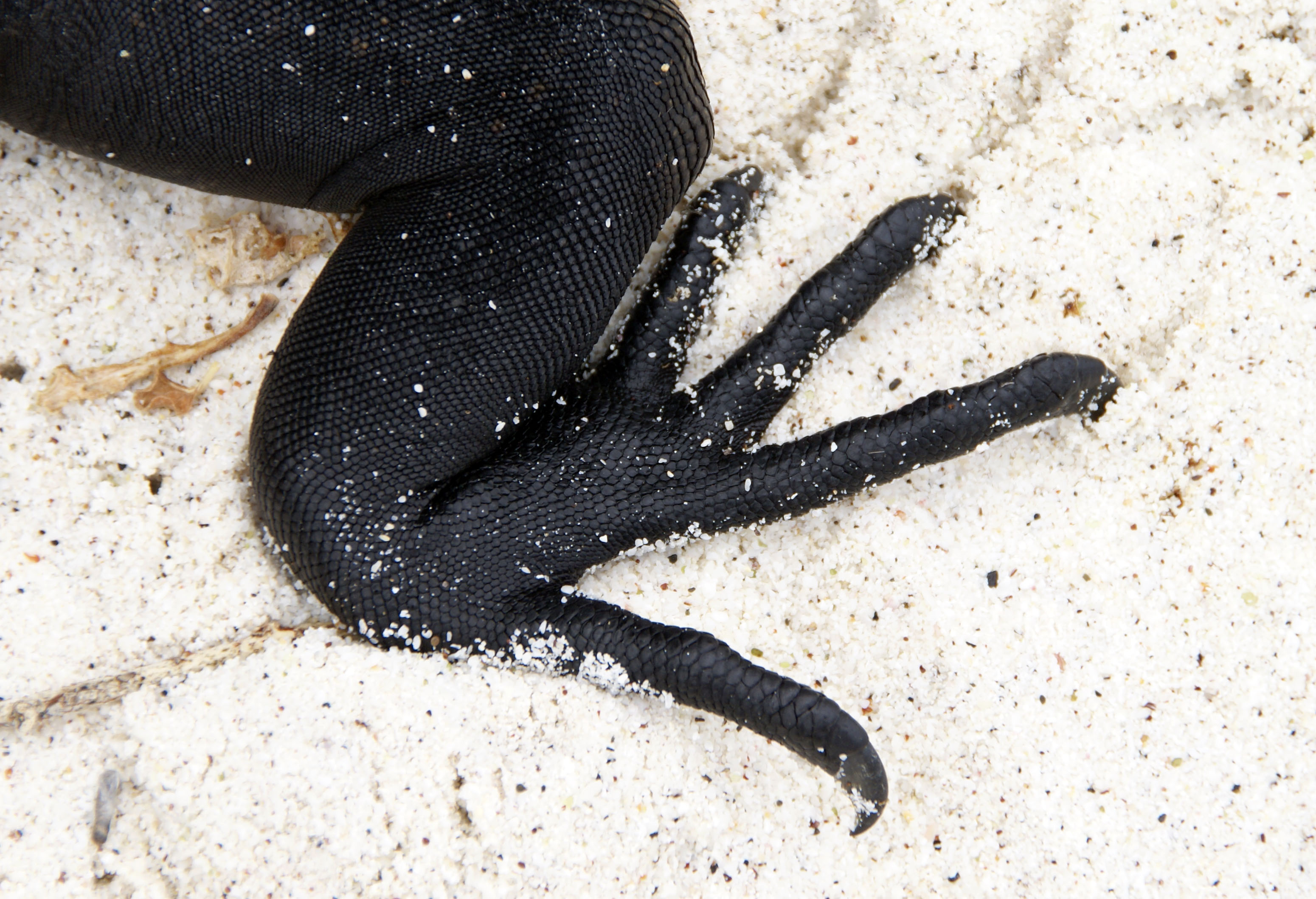
O pé de uma iguana-marinha, não tem muita relação com o nado deste animal, mas sim para a vida terrestre.

Em terra, a iguana-marinha é um animal bastante desajeitado, e passa a maioria do tempo parado, evitando gastos de energia ao máximo. O sol, é a principal meta dessas iguanas enquanto é tarde. Seus corpos para ficarem esquentados e manter a temperatura devem evitar gastos energéticos.
O pé desta iguana, diferentemente dos animais nadadores que tem pele entre os dedos para funcionar como uma espécie de "remo", facilitando o nado, é ausente nestes animais. A locomoção na terra que é feita por essas patas, não são nada eficientes para o nado. O membro utilizado no mar para nadar por esses animais é a cauda. Seus movimentos estrindentes e coordenados, faz delas, ótimas nadadoras, nem parecendo aqueles animais desajeitados vistos na terra.
A pata, portanto admite outro uso: o de força para agarrar. Quando essas iguanas estão em terra, elas necessitam de patas com grandes unhas e muito fortes para manter-se pregadas às crateras vulcânicas, e além disto, no mar essas patas auxiliam quando esses animais necessitam de um impulso, e também (principalmente) quando elas vão sair da água, e necessitam agarrar-se nas rochas lamentas e porosas.

## Ecologia
Como um animal ectotérmico, a iguana marinha pode passar apenas um tempo limitado no mar frio, onde se mergulha para alcançar as algas. No entanto, só nadando nas águas rasas ao redor da ilha são capazes de sobreviver em mergulhos de até meia hora de duração e em profundidades de mais de 15 m
. Após estes mergulhos, eles retornam ao seu território para aquecer ao sol. Quando fria, a iguana é incapaz de se mover de forma eficaz, tornando-os vulneráveis à predação, e nesses momentos que estão mais frias que tornam-se mais agressivas, atacam os que passam por perto delas, como modo de defesa já que elas não se movimentam bem antes de estarem aquecidas novamente. Durante a época de reprodução, os machos tornam-se altamente territoriais. Os machos montam grandes grupos de fêmeas para acasalar, e preservam elas contra outros iguanas machos.

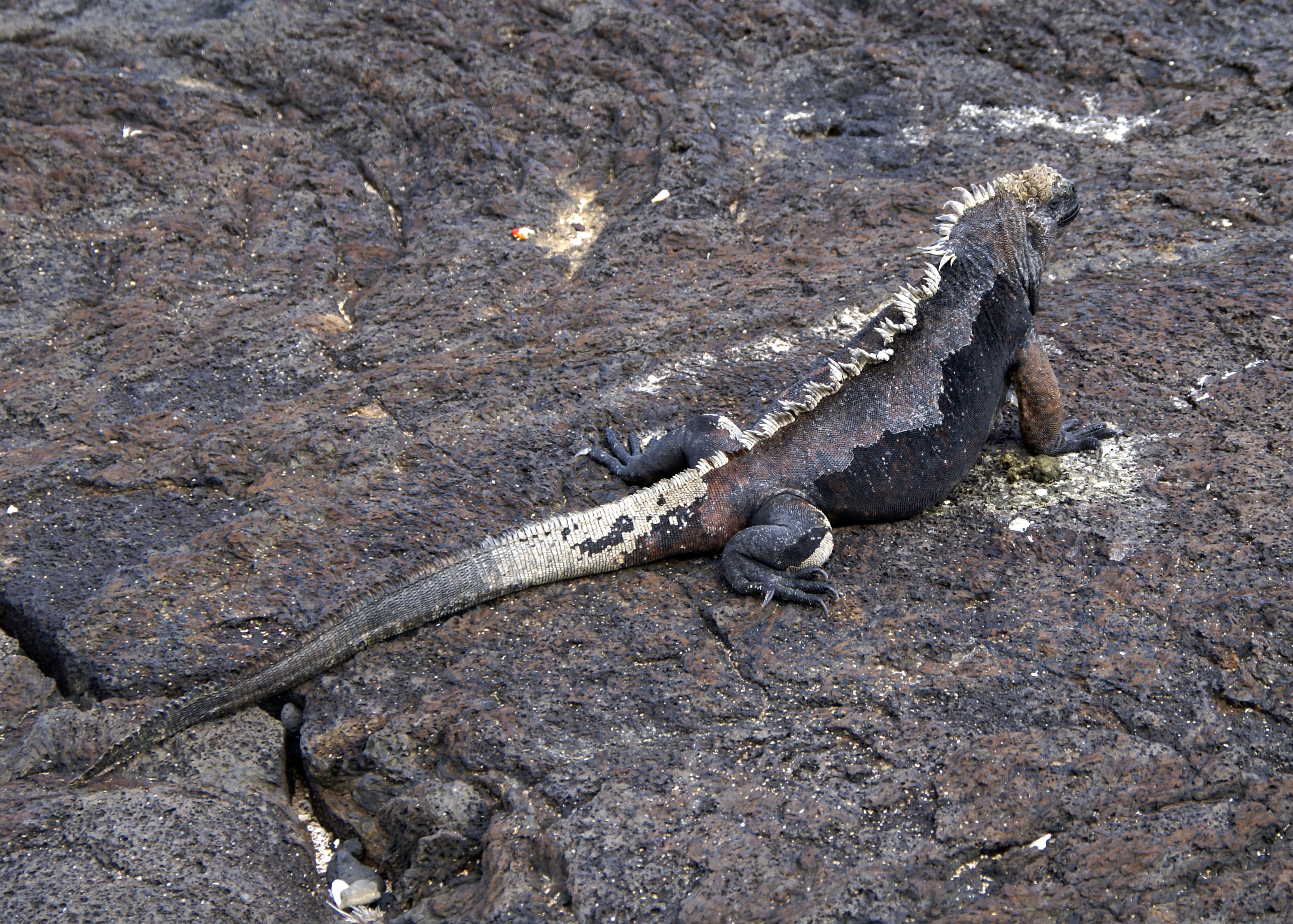
Iguana-marinha com crosta de sal nas costas.

Iguanas-marinhas alteram seu tamanho para se adaptar às diferentes condições alimentares. Durante condições de El Niño, quando as algas que as iguanas se alimentam é diminuída por um período de dois anos, algumas das iguanas foram encontradas com seu tamanho diminuido de até 20%. Quando as condições de alimentação voltaram ao normal, as iguanas retornam a sua forma normal anterior. Especula-se que os ossos das iguanas encurtaram e ocorreu uma contração do tecido conjuntivo delas, indicando essa redução do tamanho relativo.
Elas são ativas durante o dia e passar as primeiras horas após amanhecer, debaixo do sol em preparação para a atividade. A grande maioria dos indivíduos em cada colônia alimentam quase exclusivamente de algas marinhas nas zonas intertidais durante a maré baixa. Somente os maiores indivíduos, que corresponde a 5% do total mergulham na água para a alimentação, principalmente durante as horas do meio-dia. As águas são extremamente frias, e faz a iguana perder calor rapidamente quando está caçando debaixo da água. Isto obriga elas a voltar para as rochas e aquecer ao sol novamente. Na verdade, o tamanho da iguana e a forma que ela mantém ou perde calor determina o seu método de alimentação. Indivíduos pequenos, que perdem calor rapidamente, somente se alimentam em rochas na maré baixa, raspando as algas da superfície e, raramente, mergulham no mar. Os indivíduos maiores, no entanto, não perdem tanto calor e isto faz eles serem ativos debaixo da água por mais tempo. Eles caçam algas na água rasa cerca de dois a cinco metros de profundidade, mas podem mergulhar até 25 metros onde há uma abundância de algas, e sem a concorrência de outras iguanas. Enquanto se alimentam debaixo da água, eles também consomem uma grande quantidade de sal que, em excesso, podem ser tóxico. Eles, portanto, excretam grandes quantias de cristais de sal por uma glândula nasal através de espirros. A atividade diminui entre meio-dia e à noite, e antes do pôr-do-sol as iguana se retiram para debaixo de fendas ou pedras, onde ficarão em repouso até o início do outro dia.

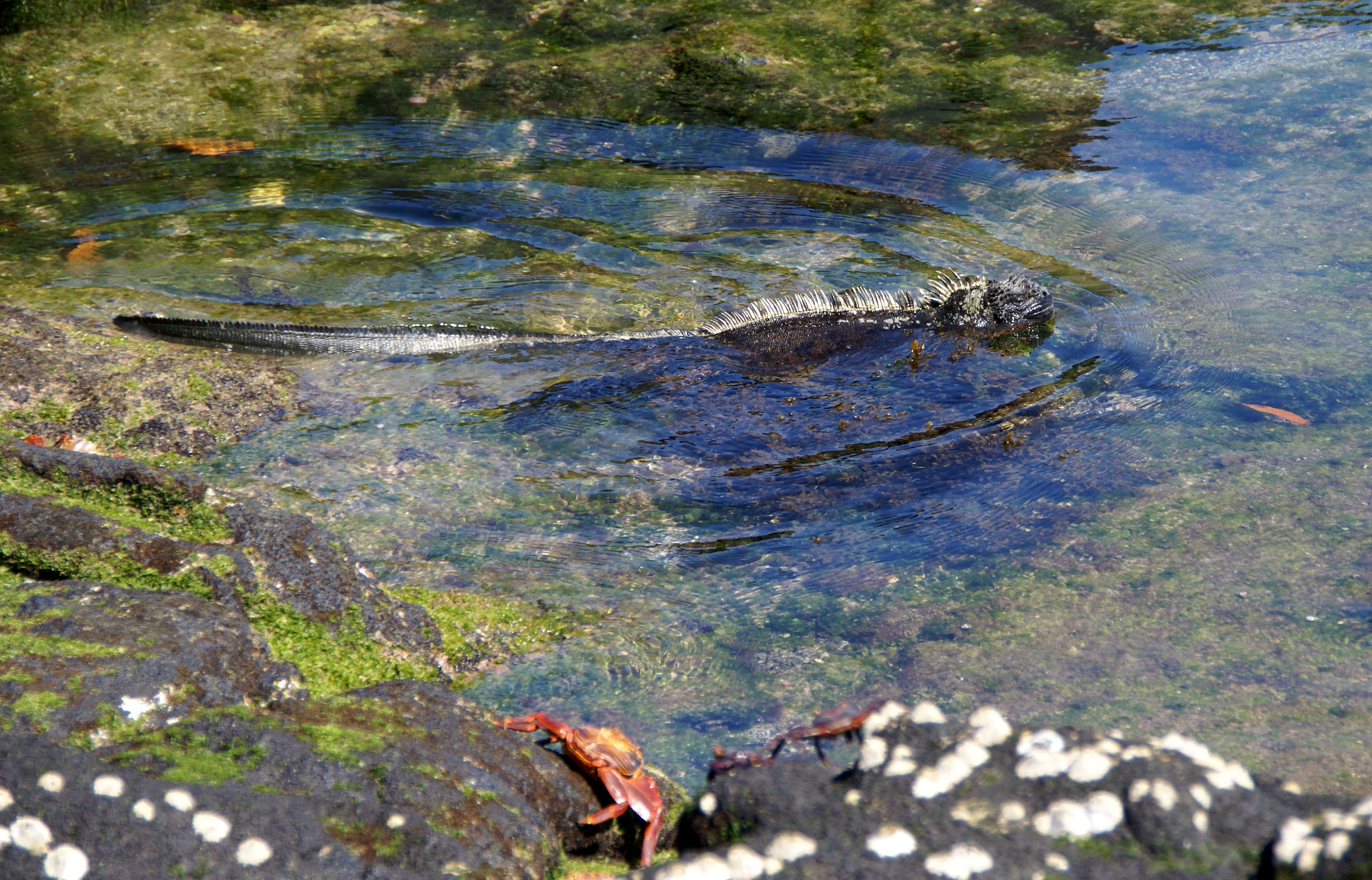
Iguana-marinha no seu nado pela parte da manhã.

Esta espécie reproduz a cada ano durante um período de três meses, durante a qual os machos defendem territórios de acasalamento. Esses indivíduos, normalmente, reproduzem a cada dois anos. Cuidadosos para não desperdiçar energia, eles dependem de movimentos, ou reações que não gaste muita energia, preferindo até usar somente a mordida como defesa quando algum invasor está em seus territórios. O mês de acasalamento são de janeiro até abril, dependendo da ilha. As fêmeas colocam entre um e seis ovos até 300 metros para o interior da ilha, na areia ou nos buracos vulcânicos têm profundidade de 30 a 80 cm. Fêmeas geralmente vigiam a toca por vários dias, em seguida, deixa os ovos ao fim da incubação, que leva aproximadamente 95 dias. Quando o filhote nascem, eles já tem características e movimentos parecidos com o de adultos, e não tem proteção paterna.

### Alimentação
Iguanas-marinhas são herbívoros. Alimentam-se quase exclusivamente de algas marinhas. Nove espécies de algas foram identificadas como fontes de alimento, das seguintes espécies:
- Tylotus ecuadorianus
- Bryopsis indica triseriata
- Plocamium pacificum
- Priontis abbreviata
- Glossophore galapagensis
- Villum Loposiponia
- Ptersosiphonia paucicorticata
- Blossevillea galapagensis
- Gelidium

Ocasionalmente esses animais também comem gafanhotos, crustáceos ou mesmo placenta de leões-marinhos. Eles são adaptados fisiologicamente a viver nas zonas costeiras das ilhas Galápagos. Iguanas machos preferem se alimentam de algas submersas ou a maior distância da costa, enquanto que as fêmeas geralmente caçam na costa, sem longas distâncias. Iguans jovens mergulham para caçar somente quando a maré é baixa. A maioria das iguanas alimentam somente uma vez por dia.

### Reprodução
As fêmeas atingem a maturidade sexual quando têm de 3 a 5 anos de idade. Os machos, quando eles têm cerca de 6 a 8 anos. A época de reprodução começa em dezembro e se estende até março. Durante a época de acasalamento o iguana macho fica com cores muito vibrantes. Em alguns animais essa seria uma forma de atrair as fêmeas, porém os estudos não podem comprovar a correlação entre o grau de cores nos machos e sucesso reprodutivo. Fêmeas têm apenas um companheiro por temporada.
Um macho aborda uma fêmea com a cabeça abaixada. A medida que ele aproxima da fêmea ele começa a subir e descer a cabeça rapidamente. Enquanto ele continua a se aproximar, ele moverá em círculos até mover-se lateralmente em contato com ela, movendo a cabeça ao longo de sua cauda. Então ele coloca sua perna da frente sobre a fêmea, e sobe nas suas costas. A partir dessa posição, ele vai vai morder a pele do pescoço ou do ombro para se sustentar em cima da fêmea. É comum que a fêmea se afastar, em qualquer fase do namoro. Depois de obter uma retenção suficiente sobre a fêmea, o macho vai torcer o rabo, para por as cloacas em contato uma com a outra. A cópula dura cerca de três a quatro minutos.
Cerca de quatro semanas após o acasalamento fêmeas vão deixar a colônia e transitar entre 20 metros a 3 quilômetros para áreas arenosas. Fêmeas competem pelos locais onde vão colocar seus ovos, e a escolha do local normalmente leva entre 2 a 3 dias. Ela logo cava um buraco no qual deposita seus ovos. O processo de cavar na areia pode demorar cerca de metade de um dia. A iguana-marinha pode depositar entre um e seis ovos. Os ovos podem pesar até um quarto do peso da fêmea. A fêmea então guarda o ninho até dezesseis dias. A incubação dos ovos demora entre 89 a 120 dias.
Quando os filhotes saem dos ovos, podem pesar cerca de 50 a 60 gramas. Após a incubação os filhotes tendem a olhar ao redor e então imediatamente começam a correr até achar um local seguro.

## Taxonomia
Amblyrhynchus é um gênero que se divide em várias subespécies, dentre elas, cada uma pertence a uma ilha diferente, ou até mesmo algumas tem relações com territórios ocupados pelas iguanas-marinhas de Galápagos. Nenhuma subespécie desse gênero ocupa um território que fuja do arquipélago de Galápagos, todas elas estão situadas em ilhas menores ou maiores mais todas em localidades próximas uma das outras. As subespécies são:
- Amblyrhynchus c. albemarlensis;
- Amblyrhynchus c. cristatus, essa é a própria iguana-marinha de Galápagos;
- Amblyrhynchus c. hassi;
- Amblyrhynchus c. mertensi;
- Amblyrhynchus c. nanus;
- Amblyrhynchus c. sielmanni;
- Amblyrhynchus c. venustissimus

A seguir há uma divisão mais detalhada das iguanas-marinhas, mostrando desde a superclasse até a família que ela é classificada:
- Superclasse: Tetrapoda
  - Classe: Reptilia
    - Subclasse: Diapsida
      - Infraclasse: Lepidosauromorpha
- Superordem: Lepidosauria
  - Ordem: Squamata
    - Subordem: Sauria
      - Infraordem: Iguania
- Família: Iguanidae

### Subespécies
Sete ou oito subespécies da iguana-marinha, listadas em ordem do alfabeto, são tradicionalmente reconhecidas:
- A. c. albemarlensis Eibl-Eibesfeldt, 1962 – Ilha Isabela
- A. c. ater Gray, 1831 (not always recognized) – Ilha Pinzón
- A. c. cristatus Bell, 1825 – Ilha Fernandina
- A. c. hassi Eibl-Eibesfeldt, 1962 – Ilha Santa Cruz
- A. c. mertensi Eibl-Eibesfeldt, 1962 – Ilha San Cristóbal e Ilha Santiago
- A. c. nanus Garman, 1892 – Ilha Genovesa
- A. c. sielmanni Eibl-Eibesfeldt, 1962 – Ilha Pinta
- A. c. venustissimus Eibl-Eibesfeldt, 1956 – Ilha Española

### Etimologia
Seu nome genérico, Amblyrhynchus, é uma combinação de duas palavras gregas, Ambly-de Amblus (ἀμβλυ), que significa "corte" e rhynchus (ρυγχος), que significa "focinho". Seu nome específico é a cristatus palavra em latim que significa "crista", e refere-se a crista baixa de espinhos ao longo da parte traseira do animal.

### História evolutiva
Os pesquisadores teorizam que a iguana terrestre e iguanas marinhas evoluíram de um ancestral comum, desde que chegou nas ilhas da América do Sul, presumivelmente por troncos. Pensa-se que a espécie ancestral habitava parte do arquipélago vulcânico que agora está submersa
Há pensamentos sustentados de que a iguana-marinha podem ter evoluído de uma família extinta de répteis.
Esta espécie endêmica provocou uma grande dose de conversa acadêmica sobre sua origem. Há iguanas terrestres espalhadas por todo o mundo e até mesmo nas ilhas Galápagos. No entanto, a iguana-marinha é a única que se alimenta exclusivamente por meio aquático. Como não há comida disponível nas ilhas, isso fez com que zoólogos ponderassem as origens dessa adaptação.
Entre outros biólogos existem algumas divergencias de opinião quanto ao desenvolvimento das iguanas nativas. A iguana terrestre (Conolophus Subcristatus e Conolophus pallidus ) e a iguana-marinha (Amblyrhynchus cristatus), são teorizados ter divergido há entre quinze e vinte milhões de anos. Esta divergência das espécies é anterior à idade das Ilhas Galápagos, na verdade estas ilhas foram criadas por explosões vulcânicas, cerca de 5 milhões de anos atrás, e nunca tiveram contato com o continente sul-americano.
Os estudos imunológicos mostram alta similaridade de diferenciação genética em ambos os gêneros. Há duas teorias sugeridas para essa evolução: a divergência de dois ancestrais comuns com a irradiação subsequente, ou dois ancestrais separados terem colonizado a ilha de forma aleatória. Não há uma abundância de informações paleontológicas sobre estas espécies,  mas as duas teorias continuam a ser testadas. Estas duas iguanas são amplamente consideradas como irmãs.

### Subespécies

#### Amblyrhynchus cristatus albemarlensis
Esta subespécie ocorre em Crossman e nas ilhotas Tortuga (Ilha Isabela), e a população é concentrada em quatro áreas principais. A extensão total de ocorrência de iguanas desta subespécie é inferior a 5.000 km ² e a área de ocupação é estimada em menos de 500 km². As principais ameaças para a população são a predação por espécies introduzidas (cães, gatos, ratos e porcos) e perda de habitat. Os efeitos do El Niño também causar declínios populacionais periódicos.
A população total de A. c. albemarlensis é estimada entre 20,500-40,000 animais. A distribuição da subespécie parece não existir no oeste e norte da Isabela (Los Cañones, Bahia Urbina, Muñeco e Punta Albermarle), provavelmente por causa de predadores introduzidos, já em outras áreas, essas iguanas são endêmicas.

#### Amblyrhynchus cristatus hassi
A. c. Hassi é encontrado na Ilha de Santa Cruz. Extensão de ocorrência da população é estimada em menos de 100 km ² e área de ocupação em menos de 10 km ². Em janeiro de 2000, houve a contaminação extensiva do habitat desta subespécie por um óleo diesel, derrame de combustível. Os efeitos a longo prazo deste derrame são desconhecidos. Há em curso também a predação por espécies introduzidas.
A estimativa da longevidade dessas iguanas é de cinco anos para as fêmeas e 12 anos para os machos. A população total é estimada entre 6,000-10,000 indivíduos e atualmente é estável.

#### Amblyrhynchus cristatus mertensi
A. c. mertensi é encontrada em San Cristobal e as ilhas de Santiago. Extensão de ocorrência da população é estimada em menos de 100 km ² e área de ocupação em menos de 10 km ². A ilha de San Cristobal foi o local de um naufrágio, em janeiro de 2001, que derramou óleo diesel ao longo da costa sudoeste da ilha.
Embora A. c. mertensi é encontrado em duas diferentes ilhas, a população é baixa em Santiago e desconhecida (mas provavelmente baixa), em San Cristobal. O derramamento de óleo 2001 é suscetível de ter causado elevados (cerca de 60%) indíces de mortalidade para a população de San Cristóbal, com base na localização do vazamento e seus efeitos nas outras ilhas vizinhas (Ilha de Santa Fé). Animais introduzidos no local como cães e gatos associados à população humana representam uma ameaça permanente para iguanas-marinhas em San Cristobal.

#### Amblyrhynchus cristatus nanus
A. c. nanus é encontrado na Ilha de Genovesa. Extensão de ocorrência da população é estimada em menos de 100 km ² e área de ocupação em menos de 10 km ². A população atual é estimada em cerca de 1.500 animais e está em declínio. Os dados do censo e observações informais mostraram que a população diminuiu em mais de 80% nos últimos 10 anos devido aos efeitos do El Niño.
É uma das subespécies mais ameaçadas das iguanas, e corre sério risco de extinção.

#### Amblyrhynchus cristatus sielmanni
A. c. sielmanni é encontrado na ilha Pinta. Extensão de ocorrência da população é estimada em menos de 100 km ² e área de ocupação em menos de 10 km ². A população atual é estimada em cerca de 2,500-6,000 indivíduos. A principal ameaça à população são os resultados dos efeitos do El Niño.

#### Amblyrhynchus cristatus venustissimus
A. c. venustissimus é encontrado na ilha de Española. Extensão de ocorrência da população é estimada em menos de 100 km ² e área de ocupação em menos de 10 km ². Há duas subpopulações, com um total estimado 10,000-21,000 animais. A principal ameaça à população são de resultados dos efeitos do El Niño.

## Conservação
O Iguana-marinha está classificada como Vulnerável (VU) na Lista Vermelha da IUCN e listada no apêndice II da CITES. Subespécies como Amblyrhynchus cristatus mertensi e A. c. nanus são classificadas como Criticamente Ameaçadas (CR)  e A. c. albemarlensis, A. c. cristatus, A. c. hassi, A. c. sielmanni e A. c. venustissimus assim como a iguana-marinha de Galápagos são classificadas como Vulnerável (VU) na Lista Vermelha da IUCN.

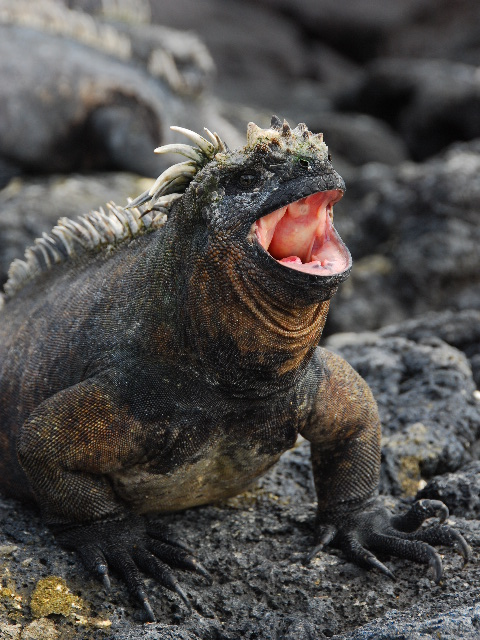
Iguana abrindo a boca (parecido com bocejo)

Esta espécie está totalmente protegido sob as leis do Equador, e está listado em Apêndice II da CITES. Efeitos do El Niño causa quedas periódicas da população, com alta mortalidade, e a iguana-marinha está ameaçada pela predação por espécies exóticas. O tamanho da população total é desconhecido, mas é, segundo a IUCN, pelo menos 50.000, e as estimativas a partir da Estação de Pesquisa Charles Darwin estão na ordem das centenas de milhares.
As iguanas-marinhas não evoluíram para combater os predadores mais recentes. Os cães e gatos tornam-se os principais vilões das iguanas recém nascidas. Quando estas estão sozinhas, cães e gatos de regiões que tem humanos por perto acabam comendo estes animais ou matando-os, revelando uma séria causa do índice de declíve da população.
As ilhas Galápagos têm sido estudadas e protegidas. Mais recentemente, em março de 1998, uma área de 133,000 km ², foi designada como a Reserva Marinha de Galápagos, tornando-se uma das áreas protegidas maiores do mundo. Programas de investigação detalhada de conservação foram desenvolvidos para estudar a ecologia das ilhas e os efeitos das pessoas sobre a vida selvagem.
Controlando animais selvagens introduzidos nas ilhas é a medida mais importante e urgente, e o Parque Nacional de Galápagos e a Estação de Pesquisa Charles Darwin estão enfrentando esse problema. Esforços a longo prazo são essenciais para permitir que esta espécie única se recupere.

### Ameaças
Iguanas-marinhas de Galápagos desenvolveram comportamentos antipredadores para os nativos da ilha, como o falcão-das-galápagos (Buteo galapagoensis), a garça-da-lava (Butorides sandevalli), Socozinho (Butorides striatus), Ardeas (Ardea herodias), Fragata-comum (Fregata minor e Fregata mgnificens), e Coruja-do-nabal (Asio flammeus).
Os investigadores acreditam que nenhum dos predadores nativos confiaram em grande parte em fazer da iguana-marinha parte de sua fonte de alimento, pois existe hipóteses de que a carne de iguanas-marinhas adultas podem ser demasiadamente salgada.
Mas estão ameaçados pela introdução de gatos, cães e ratos. Estes animais selvagens comem iguanas e seus ovos e dizimando populações jovens em muitas colônias, pelo falto de as iguanas-marinhas serem muito dóceis e não costumam deixar uma área quando molestadas.
Esta espécie também é sensível às flutuações ambientais causadas pelo fenômeno El Niño. Este fenômeno natural é causado por uma falha dos ventos alísios, resultando em um aumento na temperatura do mar de cerca de 4,3 graus Celsius, juntamente com um aumento do nível do mar e precipitação. Em média, o El Niño ocorre a cada 12,3 anos, embora o evento de 1982-1983 foi o mais grave para cerca de 100 anos. As flutuações ambientais e na sequência da invasão de uma alga (Giffordia mitchelliae) excluídas da alimentação normal da iguana-marinha, causando a morte de 50 por cento da população.
Os derrames de petróleo e poluição marinha também são graves ameaças, eles destroem reservas alimentares e as praias de nidificação. Um derrame de petróleo de um navio petroleiro equatoriano em janeiro de 2001 derramou milhões de litros de óleo e combustível para as águas das Ilhas Galápagos. No ano seguinte, cerca de 15.000 iguanas na Ilha de Santa Fé morreram sozinhas, mais de 60 por cento da população da ilha inteira. Os cientistas acreditam que o petróleo pode ter matado as bactérias que as iguanas precisam para ajudar a digerir as algas, tornando impossível para elas absorverem os nutrientes. Felizmente, iguanas podem aumentar sua taxa de reprodução, quando as densidades populacionais são baixas (como após eventos de El Nino), e, portanto, pode potencialmente se recuperar de desastres, em certa medida.